# 關山袋蛛
關山袋蛛（学名：[Clubiona kuanshanensis] 错误：{{Lang}}：文本有斜体标记（帮助））为袋蛛科袋蛛屬下的一个种。